# 더그 민트케이비치
더글러스 앤드루 민트케이비치(Douglas Andrew Mientkiewicz, 1974년 6월 19일 ~ )는 은퇴한 미국의 프로 야구 1루수이자 현재 털리도 머드헨스의 감독이다.  우투좌타인 그는 2004년 세인트루이스 카디널스를 상대로 보스턴 레드삭스와 자신이 우승한 월드 시리즈와 하계 올림픽을 둘다 우승한 5명의 미국 선수들 중의 하나이다.

## 어린 시절
오하이오주 털리도에서 태어난 민트케이비치는 플로리다주 팔메토 베이에 있는 웨스트민스터 크리스천 학교에서 수학하며 알렉스 로드리게스와 동료 선수였다.  졸업에 이어 그는 1992년 메이저 리그 베이스볼 드래프트의 12번째 라운드에서 토론토 블루제이스에 의하여 드래프트되었으나 대신 플로리다 주립 대학교에서 활약하는 데 선택하였다.

## 대학 경력
세미놀스와 자신의 3번째 시즌에 민트케이비치는 .371의 타구 평균, 19개의 홈런과 80개의 타점에서 팀을 이끌었다.  플로리다 주립 대학교는 자신들의 첫 ACC 선수권을 얻고, 민트케이비치는 ACC 애틀랜틱 I 지방 MVP로 임명되었다.  시즌 후, 민트케이비치는 1995년 메이저 리그 베이스볼 드래프트의 5번째 라운드에서 미네소타 트윈스에 의하여 드래프트되었다.  민트케이비치는 2005년 플로리다 주립 대학교 스포츠 명예의 전당으로 선출되었다.

## 마이너 리그 경력
1998년 그는 동부 리그 (더블 A) 올스타 명예들과 트윈스로 9월의 소집을 얻는 데 뉴브리튼 록캣츠를 위하여 509개의 타석에서 .432의 출루율과 .508의 장타율과 함께 .323 점을 타구하였다.  그는 트윈스를 위하여 2개의 타점과 25개의 타석과 함께 .200 점을 타구하였다.
민트케이비치는 트리플 A에서 이전에 활약하지 않으면서 이어진 봄에 트윈스와 명단 자리를 얻고, 1999년 1루에서 론 쿠머와 시간을 나누며 2개의 홈런과 32개의 타점과 함께 .299 점을 타구하였다.  메이저 리그에서 전임적인 시즌 후, 민트케이비치는 2000년 시즌을 트윈스의 트리플 A 제휴 팀 솔트레이크 버즈와 보냈다.  그는 트리플 A의 올스타 1루수와 퍼시픽 코스트 리그 올스타 지명 타자였다.  그는 96개의 득점들에서 둘다 매기고 몰아 넣는 동안 솔트레이크를 위하여 .446의 출루율과 .524의 장타율과 함께 .334 점을 타구하였다.
트리플 A 시즌 후, 민트케이비치는 2000년 시드니 올림픽에서 미국 올림픽 팀에 가입하였다.  민트케이비치는 미국이 야구에서 처음이자 마지막 금메달을 획득하는 도움을 주는 데 준결승전에서 대한민국을 상대로 경기를 우승하는 홈런을 쳤다.  올림픽에 이어 그는 트윈스와 3개의 경기를 보내 14개의 타석에서 6개의 안타를 수집하였다.

## 메이저 리그 경력

### 미네소타 트윈스
2001년 민트케이비치는 트윈스를 위하여 출발 1루수로서 수여되고, 정상의 방어적 1루수를 위하여 아메리칸 리그 골드글러브 상을 수상하는 동안 전부 경력 사상의 15개의 홈런과 74개의 타점과 함께 .306 점을 타구하면서 응답되었다.
2002년 그의 수들은 떨어졌으나 그는 자신 경력에 처음으로 포스트 시즌에 도달하였고, 오클랜드 애슬레틱스를 상대로 아메리칸 리그 디비전 시리즈에서 2개의 홈런을 쳤다.  트윈스는 2003년 전부의 시즌 종일 디비전 타이틀을 위하여 시카고 화이트삭스와 캔자스시티 로열스와 싸웠다.
7월 15일 U.S. 셀룰러 필드에서 열리기로 예정된 올스타 경기가 화이트삭스와 로열스 간의 4월 15일 경기가 열리는 동안 한명의 팬이 심판 라스 디아스를 공격한 후 다른 장솔 옮겨져야 할 암시에 의하여 화이트삭스와 그들의 팬들의 분노를 끌어냈다.  화이트삭스의 총지배인 케니 윌리엄스는 민트케이비치가 거기에 없을 이유로 경기의 위치에 관하여 걱정할 필요가 없다고 말하였다.
처음으로 민트케이비치와 트윈스가 4월 24일 U.S. 셀룰러 필드에 들어올 때 팬들은 그를 야유하고, 그의 첫 타석이 있는 동안 투구와 민트케이비치를 안타한 화이트삭스의 출발 선수 마크 부얼을 응원하였다.
9월 중순 아메리칸 리그 중부 디비전에서 트윈스에게 3.5의 경기 선두를 준 휴버트 H. 험프리 메트로돔에서 화이트삭스를 휩쓴 3개의 경기에 이어 민트케이비치는 자신의 디비전 라이벌들에 관하여 "그들은 해냈다"고 포스트경기 텔레비전 인터뷰에서 소감을 남기면서 또다시 자신을 십자선에 놓았다.  트윈스는 화이트삭스에 4개의 경기들에 의하여 디비전을 우승하는 데 끝냈으나 그해 아메리칸 리그 디비전 시리즈에서 뉴욕 양키스에 의하여 탈락되었다.

### 보스턴 레드삭스
이적의 최종 기한이 접근하면서 2004년의 보스턴 레드삭스는 아메리칸 리그 동부 디비전에서 양키스의 8.5 경기들 뒤로, 그리고 거친 카드 경주에서 텍사스 레인저스의 한 경기 뒤로 있는 자신들을 찾았다.  내야수 방어가 그들의 유일한 급소로 증명한 동안 그들은 민트케이비치와 몬트리올 엑스포스의 유격수 오를란도 카브레라를 레드삭스로 상륙시킨 7월 31일 4개의 팀 이적 최종 기한 거래를 이루고, 저스틴 존스를 트윈스로 보냈다.  레드삭스는 또한 노마르 가르시아파라와 맷 머턴을 시카고 컵스로 보내고, 컵스는 이 이적의 일부로서 프랜시스 벨트란, 알렉스 곤살레스와 브랜던 해리스를 엑스포스로 보냈다.
민트케이비치와 카브레라는 시즌의 말기에 의하여 레드삭스가 양키스의 3개의 경기 안으로 밀려오면서 자신들의 새로운 프랜차이즈에 가치적인 추가들을 증명하였고, 애슬레틱스에 7개의 경기에 의하여 아메리칸 리그 와일드 카드를 가져갔다.  8월 16일 민트케이비치는 메이저 리그에서 전혀 없었고, 마이너 리그에서 4번이나 여태까지 활약한 포지션 2루수에서 긴급 출발을 이루었다.
포스트 시즌에서 민트케이비치는 4 루 10 타로 가고, 2004년 월드 시리즈에서 밤비노의 저주를 끝낸 아웃을 기록하였다.  그는 팀이 양키스에게 패한 그해의 아메리칸 리그 챔피언십 시리즈의 첫 3개의 경기 아무에도 나오지 않았지만, 레드삭스의 시리즈 역전승에서 그들이 우승한 최종 4의 전부에 나왔다.
세인트루이스 카디널스의 유격수 에드가르 렌테리아는 월드 시리즈의 레드삭스의 4개 경기 휩씀을 완료하는 데 1루에 빠른 걸음으로 가고 민트케이비치에게 아래로 공을 던진 투수 키스 포우크에게 도로 땅볼을 쳤으며, 민트케이비치는 야구 전통에 의하여 지시되면서 공을 간직하였다.  레드삭스가 86년 동안 월드 시리즈를 우승하지 않으면서 공은 이른바 "밤비노의 저주"의 종말을 상징하였고, 언행록 수집자들에게 숙고적인 흥미였다.
레드삭스가 공의 복귀를 위하여 의문할 때 논쟁이 결과를 가져오고, 민트케이비치는 돌려주는 데 거부하였다.  1월 27일 뉴욕 메츠로 그의 이적 후, 곧 민트케이비치와 레드삭스는 레드삭스가 공을 일시적으로 보유하려는 동의서에 도달하였고, 월드 시리즈 트로피와 더불어 뉴잉글랜드 전역을 가로질러 표명할 수 있었다.  동의서는 소유권의 최후적 논점이 분석되지 아닌 한 2005년의 말기에 민트케이비치가 공을 도로 가지기를 위한 요구를 하였다.  이어진 논쟁에서 민트케이비치는 자신과 그의 부인에 죽음의 위협들을 받았다.
11월 30일 레드삭스를 위한 변호사들은 소유권이 결정날 때까지 안정된 위치에서 공을 놓으는 데 서퍽 대법원이 법정에 의문하는 소송을 제출하였다.  팀의 법적인 팀은 민트케이비치가 자신이 레드삭스의 피고용인이며 그 공이 팀의 소유물로 남아있었기 때문 만으로 공의 진행을 얻었다.  2006년 4월 23일 그 일은 레드삭스와 그가 동의서에 도달하였다고 공고되었고, 공은 미국 야구 명예의 전당으로 갔다.

### 뉴욕 메츠/캔자스시티 로열스
민트케이비치는 메츠의 일상 1루수로서 2005년 시즌을 시작하였으나 시즌의 말기에 자신의 출발 직업을 가망 있는 마이크 제이컵스에게 잃었다.  캔자스시티 로열스와 이어진 시즌 동안 그는 트위스와 함께 활약한 이래 .283의 타구 평균과 43개의 득점을 수집하였다.  그는 로열스에 의하여 계역이 제공되지 않았고, 2007년 1월 5일 양키스와 1년 거래 계약을 맺었다

### 뉴욕 양키스
6월 2일 민트케이비치는 유격수 데릭 지터로부터 투구를 수비하려고 시도하는 동안 레드삭스의 마이크 로웰과 충돌하였다.  그는 순한 진탕을 겪고, 자신의 우측 손목에 주상골이 부러져 장애자 명단에 놓였다.  민트케이비치는 시즌의 3개월을 놓치고 말았고, 9월까지 복귀하지 않았다.  그는 9월 16일 부상을 당한 이래 자신의 첫 출발을 이루고, 양키스의 레드삭스에 4 대 3의 승리에서 2 루 3 타로 갔다.
시즌을 위하여 그는 5개의 홈런과 24개의 타점과 함께 .277 점을 타구하였다.  그는 자신 경력에서 4번째로 포스트 시즌을 이루고, 6개의 타석에서 무안타였다.

### 피츠버그 파이리츠
2008년 2월 11일 민트케이비치는 피츠버그 파이리츠와 봄 훈련으로 초대와 함께 마이너 리그 계약을 맺었다.  파이리츠에서 자신의 단 하나의 시즌에 그는 대부분 1루에서 애덤 라로셰를 후원하는 데 2개의 홈런과 30개의 타점과 함께 .277 점을 타구하였다.  그는 또한 3루에서 33개, 우익에서 10개의 출연을 이루기도 하였다.  그는 자신의 부인 조디가 심장 수술을 받는 동안 그 시즌에 간단히 팀을 떠났다.

### 로스앤젤레스 다저스
2009년 2월 26일 민트케이비치는 로스앤젤레스 다저스와 봄 훈련으로 초대와 함께 마이너 리그 계약을 맺었다.  그는 자신의 어깨를 2루로 미끄러져 탈구되어 60일간 장애자 명단에 놓이기 전에 대타자로서 메이저 리그 명부에 이루어 다저스를 위하여 7개의 경기에 나왔다.  트리플 A 올버커크 아이소토프와 7월 28일부터 8월 17일까지 병역에서 간단한 갱생 병역 후, 민트케이비치는 9월 다저스에 재가입하여 막바지의 분전에 대타자로서 고립한 작용을 보았다.
민트케이비치는 2010년 시즌을 위하여 다저스와 마이너 리그 계약을 맺고, 왼손잡이 대타자 역할을 위하여 나가는 데 캠프로 왔다.  그는 클럽을 봄 훈련의 밖으로 이루지 않을 태 팀과 함께 코치 지위가 마련되었으나 대신 계속 선수 생활을 하고, 자유 계약 선수가 되는 데 선택하였다.

### 플로리다 말린스
5월 10일 그는 플로리다 말린스와 마이너 리그 계약을 맺었으나 말린스의 트리플 A 제휴 팀 뉴올리언스 제퍼스를 위하여 4개의 경기를 활약한 후, 9일 만에 나오게 되었다.  민트케이비치의 거래는 5월 16일을 위한 하루에 나가는 것을 포함하였고, 말린스는 그가 연습할 수 있기 전에 그에게 관계를 끊기로 선택하였다.
그에 이어 민트케이비치는 야구로부터 은퇴하기로 선택하였다.

## 방송 활동
은퇴 후, 민트케이비치는 CBSSports.com을 위하여 2010년 메이저 리그 베이스볼 포스트 시즌을 위한 분석자로 일하였다.

## 코치와 감독
민트케이비치는 파이오니어 리그에서 루키 리그 오그덴 랩터스의 타격 코치로서 로스앤젤레스 다저스 기구에서 2012년 자신의 코치 데뷔를 하였다.  2012년 이후, 그는 자신의 야구 경력을 시작하는 데 1995년 ~ 96년에 자신이 활약한 팀 최고 클래스 A 마이어스 미라클의 감독으로서 미네소타 트윈스 기구에 의하여 기용되었다.  민트케이비치는 그들의 시즌의 첫 14개의 경기를 우승하며 프랜차이즈 기록을 팀이 동점 매기면서 2013년 미라클을 빠른 출발로 몰았고, 마이너 리그 최고의 21 승과 함께 4월을 끝냈다.
2014년 10월 민트케이비치는 미네소타 트윈스를 위하여 감독이 되는 데 결승 출장자였다.  최후적으로 폴 몰리터가 트윈스의 감독으로 기용되었고, 민트케이비치는 미라클의 주장으로서 2번째 기간을 위하여 포트마이어스로 돌아오기 전에 2015년 ~ 16년 시즌에서 더블 A 채터누가 룩아우츠를 감독하였다.  그는 2017년 시즌 후, 해고되었다.
11월 16일 민트케이비치는 디트로이트 타이거스의 트리플 A 제휴 팀 털리도 머드헨스의 감독으로 임명되었다.

## 같이 보기
- 올림픽 야구 메달리스트 목록